# Luca Bigi

a Compétitions nationales et continentales officielles uniquement.

b Matchs officiels uniquement.
Luca Bigi, né le 19 avril 1991 à Reggio d'Émilie, est un joueur international italien de rugby à XV évoluant au poste de talonneur avec les Zebre.

## Biographie
Luca Bigi a commencé à jouer au rugby à l'âge de 14 ans et  a été initié au rugby dans les sélections de jeune du Viadana. Après avoir passé huit mois à Richmond, au Royaume-Uni, il est rentré en Italie à partir de 2011 pour disputer le championnat d'eccellenza avec le Rugby Reggio, où il a joué pendant deux saisons. Plus tard, il a passé un an au Viadana et, en 2014, il a changé d’équipe pour rejoindre le Petrarca . 
En 2015, il débarque pour la première fois dans le Pro12 avec la franchise du Benetton Trévise, tout en obtenant sa première selection au sein de l'équipe d'Italie émergente (it) participant à la Tbilissi Cup de 2015 .  
Deux ans plus tard, ses débuts internationaux avec l'équipe nationale senior arrivent également, avec un match contre l'équipe d'Écosse à l'occasion de la tournée de juin 2017 en Océanie. 
À partir de 2019, il signe un nouveau contrat avec l'autre franchise italienne des Zebre, évoquant notamment des raisons familiales, sa femme et son fils résidant dans sa ville natale d'Émilie.
En mai 2023, il est sélectionné avec l'Italie dans un groupe de 46 joueurs pour préparer la Coupe du monde 2023. 
Début mars 2024, il est convoqué pour préparer la quatrième journée du Tournoi des Six Nations à la suite du forfait de Marco Manfredi. 